# Ітатка (Томський район)
Іта́тка (рос. Итатка) — село у складі Томського району Томської області, Росія. Адміністративний центр Ітатського сільського поселення.

## Населення
Населення — 1361 особа (2010; 1491 у 2002).
Національний склад (станом на 2002 рік):
- росіяни — 91 %